# فيتري سول ماري
فيتري سول مير؛ (أو باللغة النابولية فيتري) تعد فيتري مدينة و كومونا في مقاطعة ساليرنو ضمن اقليم كمبانية جنوبي ايطاليا، وتقع فيتري في غرب مقاطعة ساليرنو ويفصل بينهما فقط جدار ميناء ساليرنو، وتشتهر المدينة منذ القرن الخامس عشر بأصالة خزفياتها الملونة, وايضا تعتبر المدينة منفذا لساحل أمالفي.
وتعد كنيسة القديس يوحنا المعمدان المعلم الأهم، وبنيت الكنيسة على طراز عصر النهضة في نابولي بالاضافة الى برج جرس مرتفع، وأيضا إلى العديد من الأبنية التي تستعرض الخزفيات التي تشتهر بها المدينة بما في ذلك متحف المقاطعة للخزفيات في قرية رايتو القريبة.

## جغرافية
وتحد المدينة كافا دي تيريني ، سيتارا ، مايوري وساليرنو، بالاضافة إلى ربع المدينة المطل على بحر الذي يطلق عليه مارينا دي، ويقع هذا البحر جنوب المدينة. بالإضافة إلى القرى الأخرى ( (بالإيطالية: frazioni)‏ هي البوري وبينينكاسا ودراغونيا (بما في ذلك محليات لاكونتي وسان فينسينزو) ومولينا.

## المعالم السياحية الرئيسية
وتعد كنيسة يوحنا المعمدان هيا الكنيسة الرئيسية في فيتري سول ماري ، التي بنيت على طراز عصر النهضة في نابولي مع برج جرس مرتفع. وتعد الكنيسة قديمة حيث تعود إلى القرن العاشر، وتتميز الكنيسة بسقفها الذهبي المجعد ومذبح رخامي من القرن السابع عشر بالإضافة إلى تمثال مصنوع من المرمر للقديس وصليب خشبي من القرن الحادي عشر. يرجع تاريخ أخوية البشارة والمسبحة الوردية إلى القرن السابع عشر وتتميز بواجهة مزينة بالفخار.وهناك أيضا كنائس اخرى بارزة مثل كنيسة مادونا ديلي غراتسي التي تعود إلى القرن السادس عشر في رايتو وكنيسة القديسة مارغريتا في البوري وكنيسة القديسة ماريا ديلي غراتسي في بينينكاسا. 
تم بناء النصب التذكاري بالازو سليمان بعد الحرب العالمية الثانية من قبل باولو سوليري ، ويضم مجموعة من الخزفيات. يشتهر بالازو تاياني ببرج الحمام الخاص به ، والذي كان يستخدم قديما لرصد المسلحين أثناء الغارات.  تحتوي قرية رايتو القريبة على متحف المقاطعة للخزفيات. 

## مشاهير
- أنطونيو كارلوتشيو ، رئيس الطهاة
- ماسيمو داميكو ، فنان
- أنطونيو فورسيلينو ، مؤرخ
- أنطونيو سافاستانو ، مغني الأوبرا
- Germano Benencase (Benincasa) ، ملحن وموسيقي وقائد
- جوزيبي Prezzolini ، كاتب ، مواطن شرف

## روابط خارجية
- فيتري سول ماري في Amalfiguide.it